# Neodrepanis coruscans
La falsa nettarinia caruncolata (Neodrepanis coruscans Sharpe, 1875) è un uccello passeriforme della famiglia Eurylaimidae, endemico del Madagascar.

## Etimologia
Il nome scientifico della specie deriva dal latino coruscans, "brillante", in riferimento alla livrea dai riflessi metallici dei maschi in amore.

## Descrizione

### Dimensioni
Misura appena 9–10 cm di lunghezza, coda compresa, per un peso di circa 22 g.

### Aspetto
Si tratta di uccelli dall'aspetto paffuto, muniti di cortissima coda e di un lungo e sottile becco marcatamente ricurvo, nel complesso piuttosto somiglianti alle nettarinie.

La livrea del maschio in amore è blu scuro su fronte, calotta, guance, nuca, dorso, ali, sopracoda e coda, con riflessi metallici, mentre gola, petto, ventre, fianchi e sottocoda sono di color giallo limone: attorno all'occhio è presente nel maschio una caruncola turchese. Le femmine mancano della caruncola e sono di colore bruno-olivastro dorsalmente e bruno-giallastro ventralmente, colorazione simile a quella dei maschi in eclissi: in ambedue i sessi il becco e le zampe sono nerastri e gli occhi sono bruni.
La specie si presenta piuttosto simile alla congenere Neodrepanis hypoxantha, rispetto alla quale può essere identificata grazie al becco in proporzione più lungo e ricurvo, le remiganti primarie orlate di giallo anziché completamente nere, e per la caruncola perioculare meno estesa.

## Biologia

### Comportamento
Si tratta di uccelli diurni e principalmente solitari, marcatamente territoriali nei confronti di conspecifici e di animali dalle medesime abitudini alimentari (come le nettarinie propriamente dette), che passano la maggior parte del proprio tempo spostandosi di fiore in fiore alla costante ricerca di cibo.

### Alimentazione
Questi uccelli hanno una dieta essenzialmente nettarivora e, in misura minore, anche insettivora, nutrendosi del nettare dei fiori e dei piccoli insetti che eventualmente vengono reperiti nelle corolle visitate.

### Riproduzione
La nidificazione avviene tra novembre e gennaio. I maschi divengono in questo periodo particolarmente intolleranti e aggressivi nei confronti degli intrusi dello stesso sesso: essi delimitano "arene" in cui si esibiscono in parate atte ad attrarre il maggior numero possibile di femmine con cui accoppiarsi. Queste ultime, poi, sono sole a occuparsi della costruzione del nido, della cova e delle cure parentali verso i nidiacei, tuttavia mancano informazioni su questi aspetti della riproduzione.

## Distribuzione e habitat
La falsa nettarinia caruncolata è endemica del Madagascar, del quale abita la fascia costiera orientale da Antsiranana a Andohahela: il suo habitat è rappresentato dalla foresta pluviale montana fino a 1500 m di quota.